# 아조닌
아조닌(영어: azonine)은 9원자 고리 구조의 방향족 유기 화합물로서 C8H9N의 분자식을 가진 구각형 모양의 화합물이다.

## 같이 보기
- 피롤